# Symplectoscyphus macrothecus
Symplectoscyphus macrothecus is een hydroïdpoliep uit de familie Sertulariidae. De poliep komt uit het geslacht Symplectoscyphus. Symplectoscyphus macrothecus werd in 1882 voor het eerst wetenschappelijk beschreven door Bale. 